# Christy Hall
Christy Hall (...) è una sceneggiatrice e regista statunitense.

## Biografia
È sceneggiatrice e regista del film Una notte a New York del 2023, interpretato da Dakota Johnson e Sean Penn. Una notte a New York ha segnato il suo debutto alla regia cinematografica. Hall è anche sceneggiatrice del film del 2024 It Ends With Us - Siamo noi a dire basta, con protagonista Blake Lively. Ha inoltre co-creato con Jonathan Entwistle la serie Netflix I Am Not Okay with This nel 2020. Nel 2022 è stato annunciato che Hall avrebbe adattato per il cinema il romanzo I segreti di mio marito di Liane Moriarty, con la regia di Kat Coiro.

## Filmografia

### Cinema

#### Regista
- Una notte a New York (Daddio) (2023)

#### Sceneggiatrice
- Una notte a New York (Daddio), regia di Christy Hall (2023)
- It Ends With Us - Siamo noi a dire basta (It Ends With Us), regia di Justin Baldoni (2024)

#### Produttrice
- Una notte a New York (Daddio), regia di Christy Hall (2023)
- It Ends With Us - Siamo noi a dire basta (It Ends With Us), regia di Justin Baldoni (2024)

### Televisione

#### Sceneggiatrice
I Am Not Okay with This - serie TV (2020)